# Smalstrimmig mangust
Smalstrimmig mangust (Mungotictis decemlineata) är en art i rovdjursfamiljen Eupleridae och enda arten i släktet Mungotictis. Liksom alla djur i familjen förekommer den enbart på Madagaskar.

## Utseende
Pälsens grundfärg är ljusgrå och på djurets rygg och sidor går 8 till 10 smala strimmor längs med kroppen. Vid extremiteterna har pälsen ibland orange skuggor. Kroppen är långsträckt och svansen är yvig. Extremiteterna är jämförelsevis korta och mellan tårna som är utrustade med långa klor finns delvis simhud. Arten når en kroppslängd mellan 25 och 35 centimeter, en svanslängd mellan 23 och 27 centimeter och en vikt mellan 600 och 700 gram. Vätskan från huvudets körtlar används troligen för att markera reviret.

## Ekologi
Smalstrimmig mangust förekommer på savanner samt i torra skogar på västra och sydvästra Madagaskar. Arten är dagaktiv och vistas både på marken och i träd. Dessutom har den god simförmåga. Som viloplats används håligheter i träd eller underjordiska bon. Detta rovdjur lever i grupper av normalt sex till åtta individer som vintertid delar upp sig i mindre grupper eller också lever de ensamma under denna period.
Födan utgörs huvudsakligen av insekter. Dessutom äter de fågelägg, små ryggradsdjur eller mindre ryggradslösa djur. Grupper av smalstrimmig mangust kan till och med jaga små lemurer.
Parningen sker oftast mellan december och april. Dräktigheten varar i 90 till 105 dagar varefter honan föder en unge. Efter två månader sluter honan att dia men ungen stannar hos modern fram till andra levnadsåret. Livslängden är upp till 12 år.

## Status och hot
På grund av habitatförstöring kategoriserade IUCN arten en tid som starkt hotad (EN) men efter att ha återhämtat sig har den fått statusen sårbar (VU).